# Kleine godshuizen
Kleine godshuizen met een of twee woningen, behoren tot het patrimonium van het Brugse Openbaar Centrum voor Maatschappelijk Welzijn, naast de grotere beluiken die meerdere woningen tellen. Ze vervolledigen het aantal woningen dat, tegen geringe huurprijs, ter beschikking wordt gesteld van bejaarde en minder gegoede alleenstaanden en echtparen.

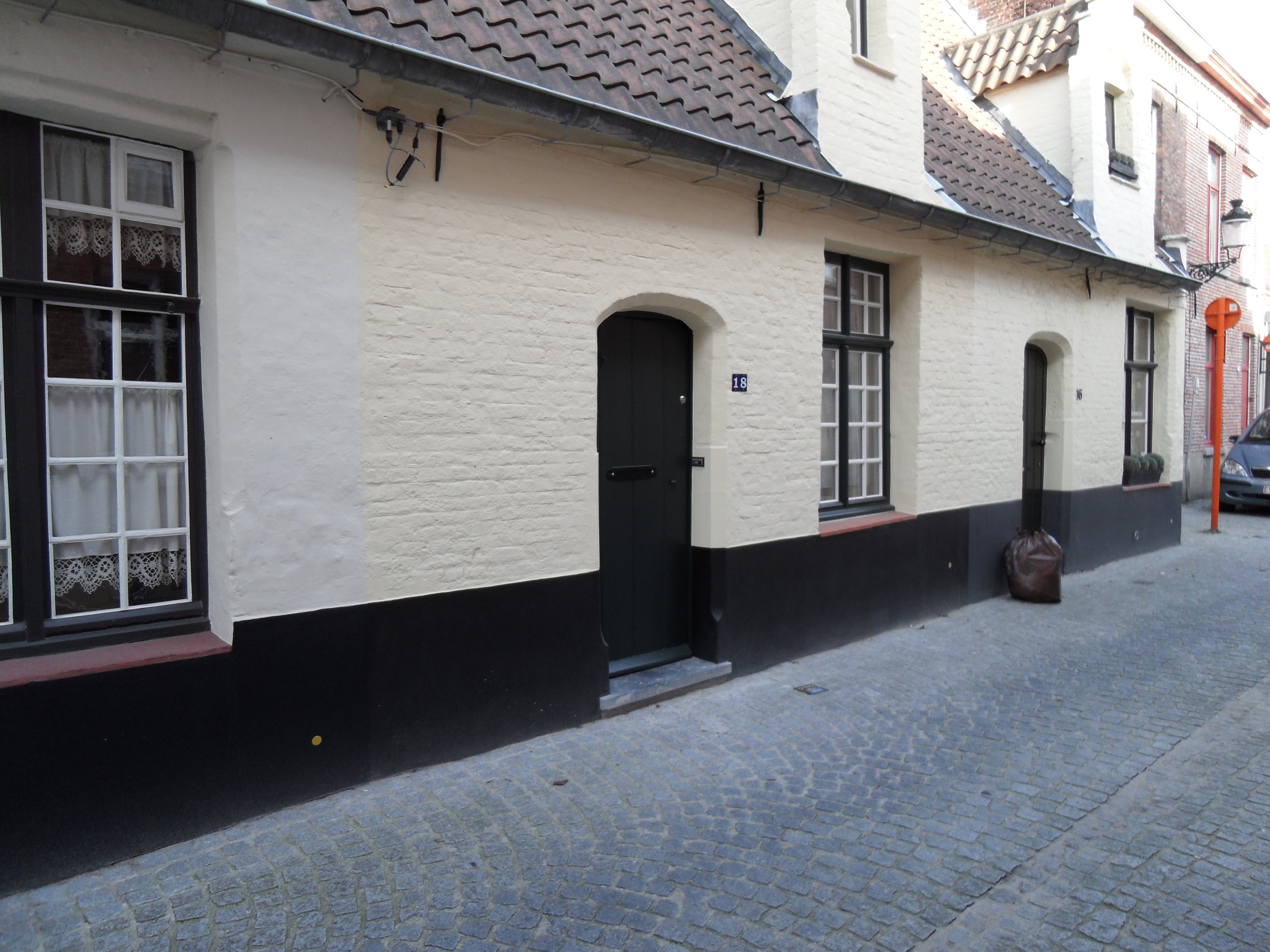
Het godshuis De Boodt in de Helmstraat

## De Boodt
Godshuis De Boodt werd gesticht in 1567 door een telg van de in Brugge belangrijke familie De Boodt. Oorspronkelijk bevond dit godshuis zich in Zilverstraat nr. 15. In 1894 werd het overgebracht naar het 16e-17e-eeuwse huisje Helmstraat 1.

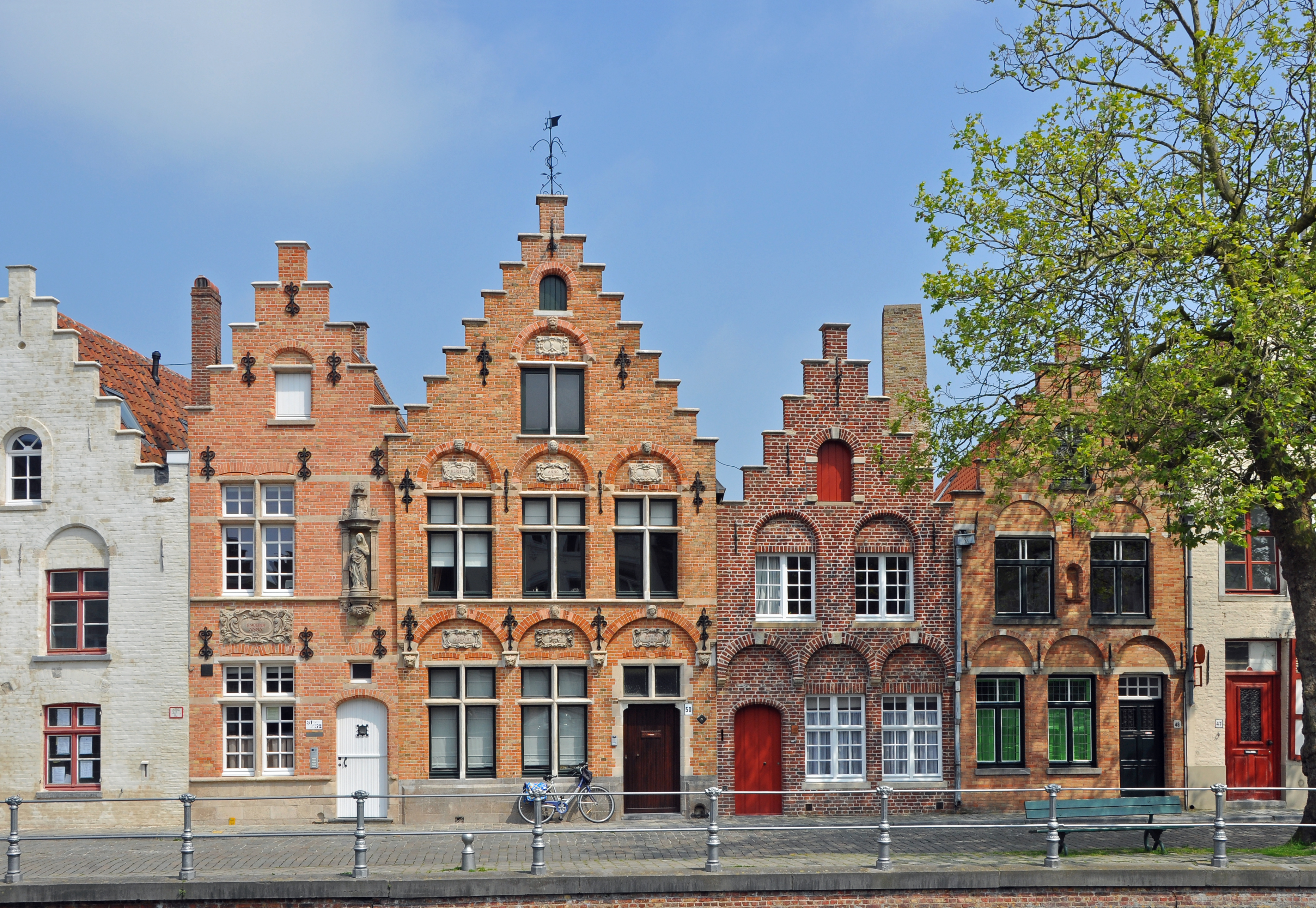
Godshuizen Heilige Moeder Anna, op de foto het tweede huis van links

## Heilige Moeder Anna
Dit godshuis werd in 1901 gesticht en gebouwd. Het gaat om een neobarok huis aan de Potterierei 51 met twee achterhuizen, nrs. 52 en 53, op een binnenkoer. Op de gevel prijkt een nis met een Sint-Annabeeld.
In 2002 werd het gerestaureerd naar een ontwerp van architect Antoine Dugardyn. Sinds 2015 behoort het huis tot het beschermde stadsgezicht Langerei-Potterierei.

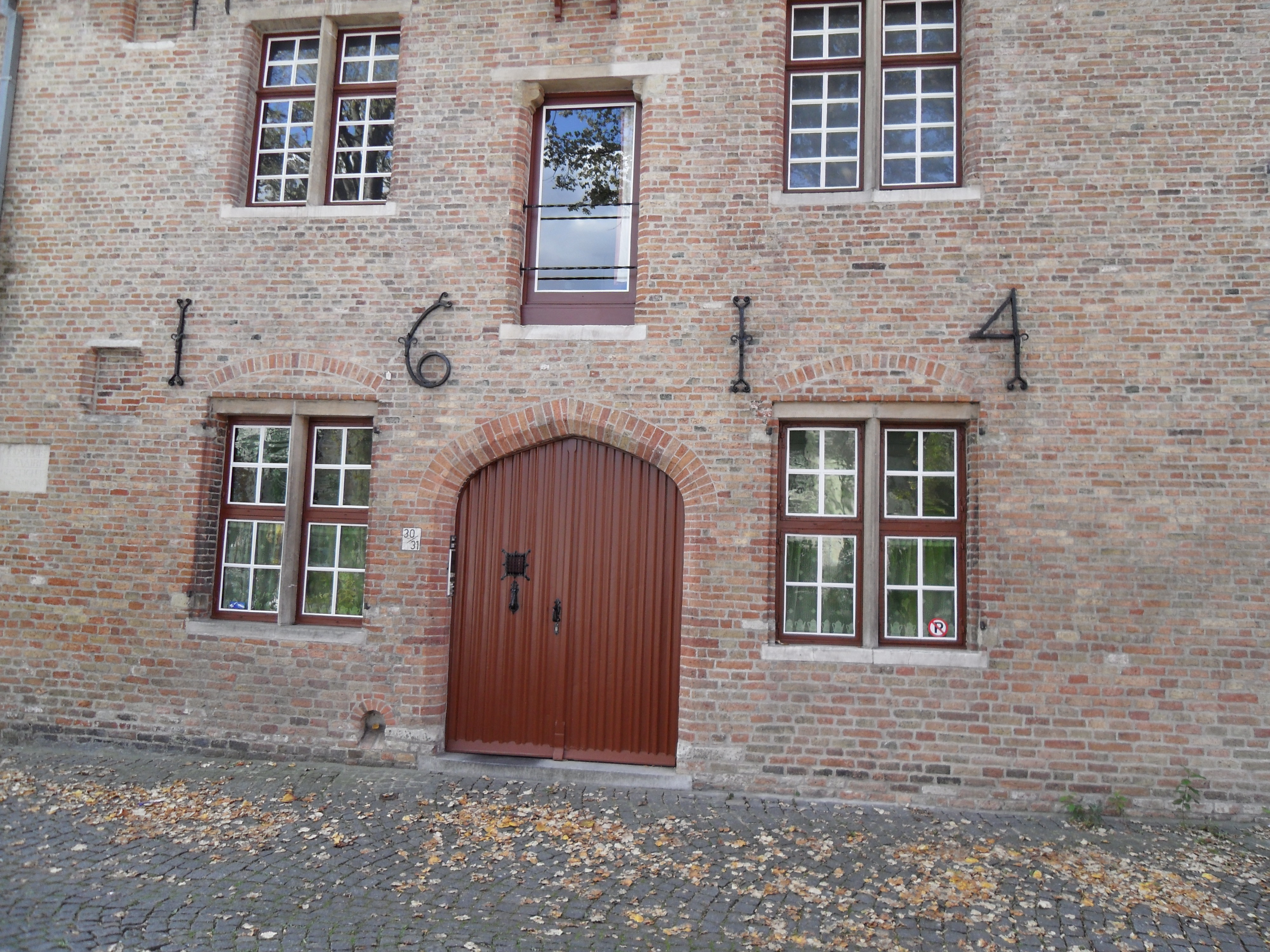
Het godshuis Le Maire op het Walplein

## Le Maire
Valérie Le Maire schonk in 1910 het huis Walplein (dat als stapelplaats diende), met ankers gedateerd 1614, aan de Commissie voor Burgerlijke Godshuizen teneinde het tot een godshuis om te bouwen, voor zes bejaarde echtparen. Om dit te financieren schonk ze ook een boerderij in Houtave. Architect Alphonse De Pauw (1867-1937) verbouwde het stapelhuis tot twee woningen en bouwde op de achterliggende grond vier godshuisjes en een kapel. In 1990 werd een renovatie uitgevoerd waarbij de eigendom gereduceerd werd tot drie woningen.
Het gebouw is niet beschermd als monument.

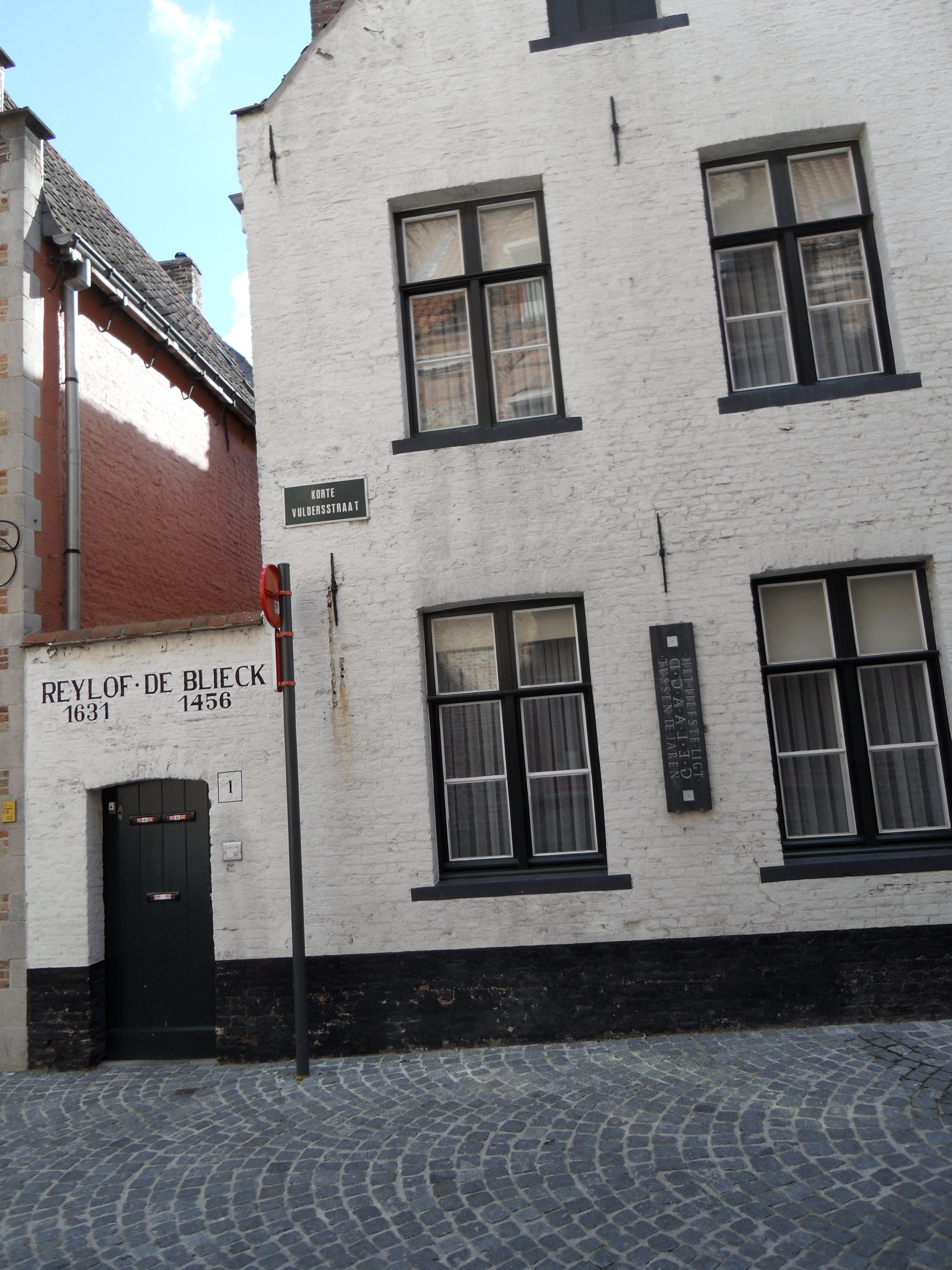
Het godshuis Reylof- De Blieck

## Reylof - De Blieck
In 1456 stichtte J. De Blieck een klein weduwegodshuis op het adres Korte Vuldersstraat 1. In 1631 voegde O. Reylof er op een achterliggende binnenhof een huisje aan toe voor een arme inwoner, bereikbaar langs een gang naast het huis aan de straatkant.
Dit godshuis is beschermd als monument sinds 2002.

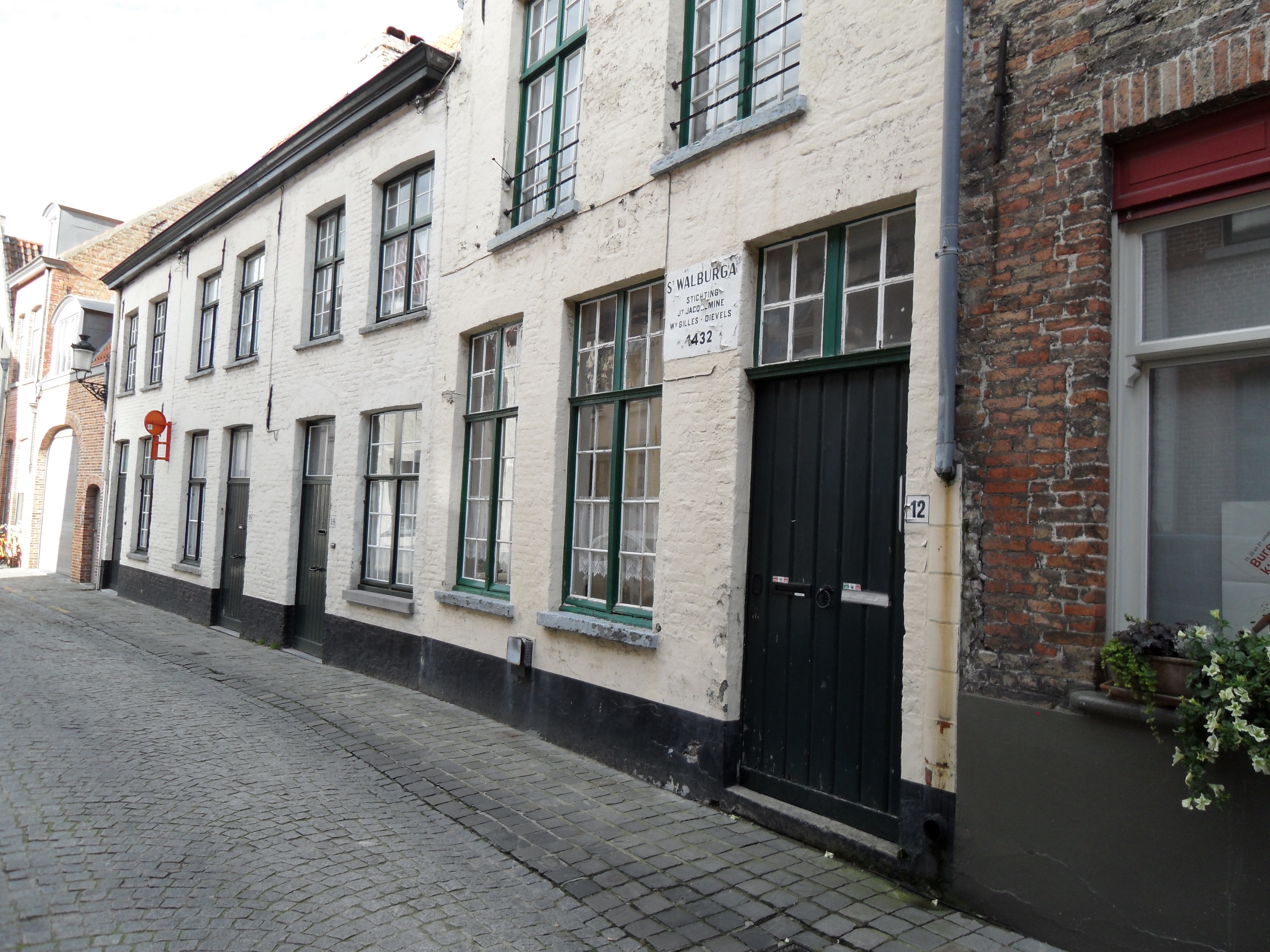
Het godshuis Sint-Walburga

## Sint-Walburga
De weduwe Jacquemine Gillis-Dievels stichtte in 1432 een godshuis onder de naam Sint-Walburga in de Raamstraat, 12. In 1844 werd het huis gerenoveerd en heringedeeld.
Het gebouw is niet beschermd als monument.